# کوسه سرگاوی عمان
کوسه سرگاوی عمان (نام علمی: Heterodontus omanensis) نام یک گونه از سرده کوسه‌های شاخدار است.